# Penisola Martin
La penisola Martin è una penisola situata nella Terra di Marie Byrd, in Antartide, e in particolare tra la costa di Bakutis, a ovest, e la costa di Walgreen, a est, il cui confine è rappresentato proprio dall'estremità settentrionale della penisola: capo Herlacher.
La penisola, che raggiunge una lunghezza in direzione nord/sud di circa 96 km per una larghezza massima di 32 km, è costituita principalmente da due promotori, il Murray e lo Slichter, tra cui si insinua l'insenatura di Philbin, ed è circondata a est dai ghiacci della piattaforma glaciale Dotson, e a ovest da quelli della piattaforma Getz. Quasi completamente ricoperta dai ghiacci, da cui si affacciano solo alcuni speroni rocciosi, la penisola raggiunge la massima altitudine di 720 m s.l.m. poco prima di biforcarsi nei due sopraccitati promontori.

## Storia
La penisola è stata osservata per la prima volta da membri del Programma Antartico degli Stati Uniti d'America tra il 1939 e il 1941 e mappata poi grazie a fotografie aeree scattate durante l'operazione Highjump, svolta nel 1946-47, al comando del contrammiraglio Richard Evelyn Byrd.

In seguito, essa è stata battezzata con il suo attuale nome dal Comitato consultivo dei nomi antartici in onore del colonnello e geografo statunitense Lawrence Martin, membro di tale comitato dal 1943 al 1946.